# Palaeoloxodon namadicus

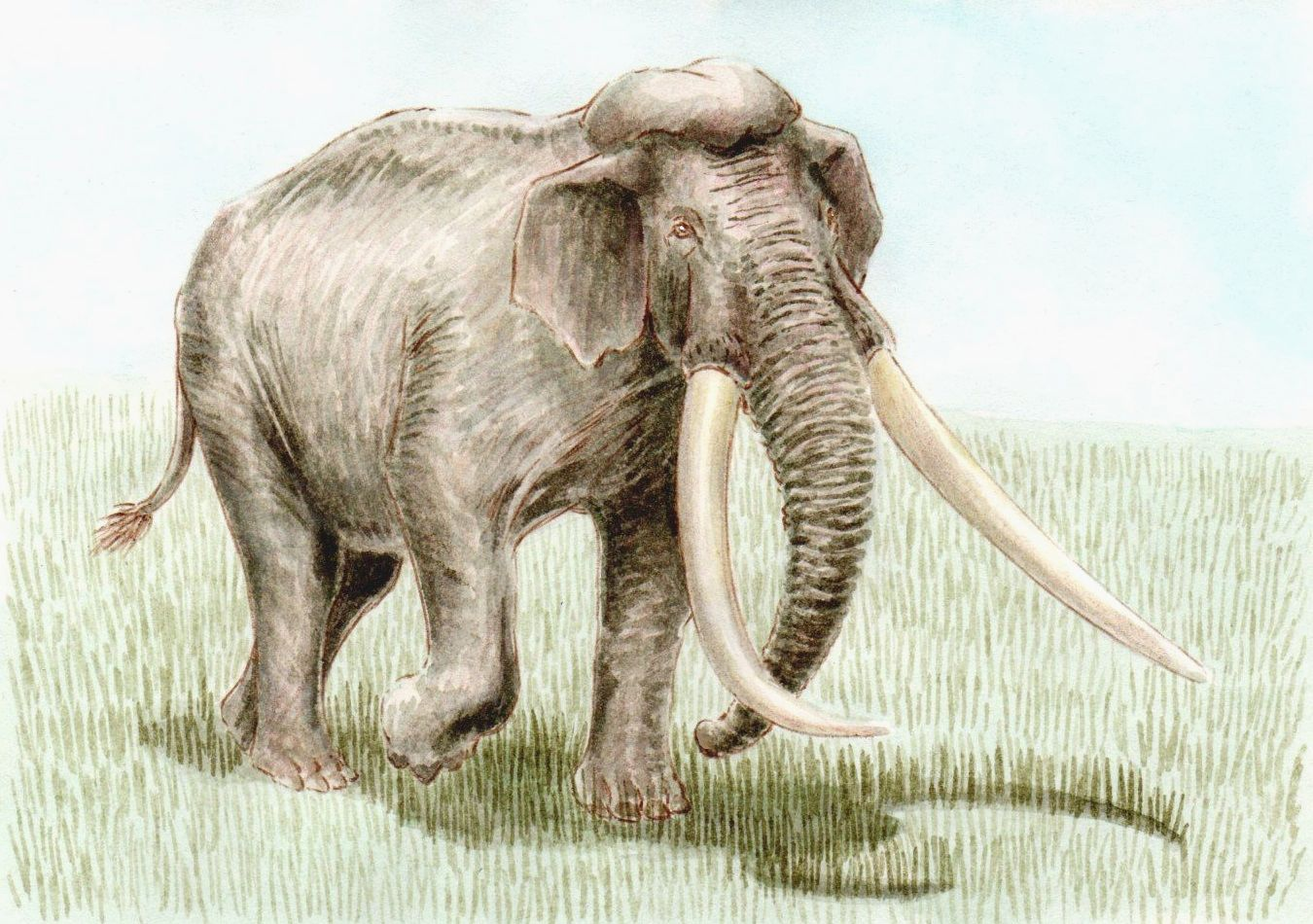
Реставрація

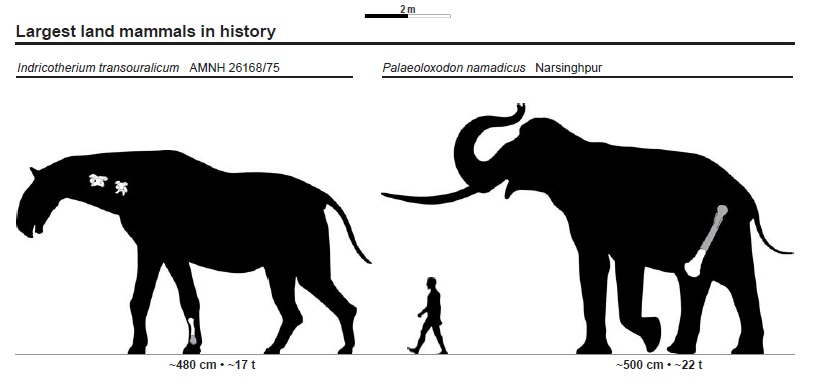
Порівняння розмірів людини з P. namadicus і Paraceratherium

Palaeoloxodon namadicus — вимерлий вид доісторичних слонів, відомий з раннього середнього до пізнього плейстоцену на Індійському субконтиненті та, можливо, також в інших місцях Азії.
Деякі експерти вважають його підвидом Palaeoloxodon antiquus, європейського слона з прямим бивнем, через надзвичайну схожість бивнів. Будова їхнього черепа також відрізнялося від сучасного слона. Групування цього роду підтверджується краніальними синапоморфіями з іншими видами Palaeoloxodon, що включає великий гребінь у верхній частині черепа, який закріплює ремінні м'язи, які використовуються для підтримки голови. Пізніші дослідження показали, що P. namadicus можна відрізнити від P. antiquus за його менш міцними кістками кінцівок і більш міцним черепом.
Вважається, що Palaeoloxodon namadicus вимер у пізньому плейстоцені, що робить його одним із чотирьох видів мегафауни, корінних для Індії, які, як відомо, вимерли під час пізнього плейстоцену, нарівні з аналогом хоботним Stegodon namadicus, кінським Equus namadicus та видом бегемотів, що належать до роду Hexaprotodon. Відомий пізній запис приблизно за 56 000 років до теперішнього часу з берегів річки Дасан на рівнині Ганга в Уттар-Прадеш. У 2015 році дослідження, засноване на обширних дослідженнях фрагментарних скам'янілостей ніг, припустило, що P. namadicus, можливо, був найбільшим наземним ссавцем, але це потребує повторного вивчення.
Залишки, які, ймовірно, можна віднести до P. namadicus, також повідомляли в Південно-Східній Азії та Китаї. Однак статус китайського Palaeoloxodon залишається невизначеним, інші автори вважають, що останки належать до P. naumanni (відомого з Японії) або окремого виду P. huaihoensis. Посткраніальні залишки Palaeoloxodon з Китаю значно міцніші, ніж індійський P. namadicus, і в усьому більше подібні до P. antiquus. На острові Сулавесі в Індонезії повідомлялося про залишки, які приписують P. namadicus або подібній формі, подібні за розміром до тих, що повідомляються для Індійського субконтиненту.

## Розмір
Кілька досліджень намагалися оцінити розмір виду, зазвичай використовуючи порівняння довжини стегнової кістки та знання відносної швидкості росту для оцінки розміру неповних скелетів. Один частковий скелет, знайдений в Індії в 1905 році, мав стегнові кістки, які, ймовірно, становили 165 см у повному вигляді, що свідчить про те, що загальна висота плечей цього окремого слона становить 4,5 метра. Дві часткові стегнові кістки були знайдені в 19 столітті, їх довжина станоила б 160 см. Уламок із того ж місця був майже на чверть більший; тоді об'ємний аналіз дає оцінку розміру 5,2 метра у висоту в плечах і 22 тонни маси тіла; однак ця оцінка, заснована на «дистальній частині стегнової кістки», потребує повторного вивчення, оскільки сам автор міг лише підозрювати, що «скам'янілості, ймовірно, зберігаються в Індійському музеї Калькутти»; доки така колекція не буде переглянута, ця оцінка розміру залишатиметься спекулятивною.